# Polihydroksyalkaniany
Polihydroksyalkaniany, PHA – polimery biodegradowalne należące do grupy poliestrów alifatycznych, zbudowane z od stu reszt hydroksykwasów do kilku tysięcy takich reszt. Charakteryzują się dużą różnorodnością monomerów o budowie ogólnej HO-CHR-(CH2)x-COOH, x = 1–3. Wytwarzane są przez bakterie w procesie fermentacji cukrów lub lipidów jako materiał zapasowy. Są stosowane jako biodegradowalne tworzywa sztuczne, zarówno termoplastyczne, jak i elastomery (o temperaturze topnienia od 40 do 180 °C) oraz do produkcji implantów i sztucznych tkanek.

## Biosynteza

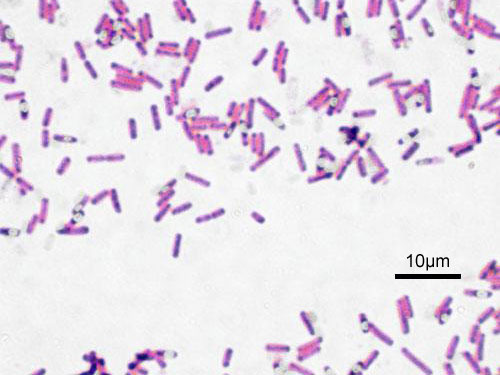
Polihydroksyalkaniany mogą być wytwarzane przez różne szczepy laseczki siennej

W celu produkcji polihydroksyalkanianów hoduje się kultury bakterii, na przykład Alcaligenes eutrophus, aż ich populacja osiągnie odpowiedni poziom. Wówczas zmienia się skład pożywki, aby zmusić bakterię do syntezy PHA. Powstałe PHA może stanowić nawet 80% suchej masy.
Biosynteza PHA jest zwykle wywoływana skutkiem niedoboru makroelementów (np. fosforu, azotu, pierwiastków śladowych, tlenu) lub nadmiarem węgla.
Poliestry są magazynowane w komórkach w formie granulek. W zależności od gatunku bakterii oraz warunków hodowli, z różnych hydroksykwasów można otrzymać homopolimer lub kopolimer.
PHA dzielimy na:
- PHA SCL – powstaje z krótkołańcuchowych hydroksykwasów składających się z od trzech do pięciu atomów węgla; wytwarzane przez, między innymi, Ralstonia eutropha i Alcaligenes latus.

- PHA MCL – powstaje z hydroksykwasów składających się z od sześciu do czternastu atomów węgla; wytwarzane przez Pseudomonas putida.

Niektóre bakterie, na przykład Aeromonas hydrophila i Thiococcus pfennigii, syntetyzują kopolimery składające się z dwóch powyższych typów kwasów tłuszczowych lub zawierają enzymy zdolne do ich syntezy.
Do syntezy PHA mogą być stosowane organizmy glebowe. Przy niedoborze azotu i fosforu produkują kilogram PHA z trzech kilogramów cukru.
Najprostszą i najczęściej występującą odmianą PHA jest polihydroksymaślan (PHB). Zawiera on od 1000 do 30000 jednostek hydroksykwasu.

## Właściwości
Polimery PHA są termoplastyczne i, w zależności od ich składu chemicznego, ciągliwe oraz mniej lub bardziej elastyczne.
Są odporne na działanie promieniowania UV, w przeciwieństwie do innych biopolimerów jak polilaktyd. Wykazuje niską przepuszczalność wilgoci.
Stopień krystaliczności wynosi od kilku do 70%.
PHB ma podobne właściwości do polipropylenu (PP), ma dobrą odporność na wilgoć i stanowi barierę zapachową.

Struktura poli-3-hydroksywalerianu (PHV)
Struktura poli-4-hydroksymaślanu (P4HB)

Kopolimer PHA o nazwie PHBV (poli(3-hydroksymaślan-ko-3-hydroksywalerian)) jest mniej sztywny i kruchy, i może być wykorzystywany jako materiał opakowaniowy.
PHA produkowane przez mikroorganizmy mają zastosowanie w medycynie i przemyśle farmaceutycznym, głównie ze względu na ich biodegradowalność.